# Пиренга (посёлок)
Пиренга — упразднённый в 2007 году населённый пункт в Мурманской области России. Был административно подчинён городу Полярные Зори.

## География
Находилась на берегу озера Нижнее Пиренга.

## История
Законом Мурманской области № 905-01-ЗМО от 26 октября 2007 года населённый пункт был упразднён в связи с отсутствием проживающего населения.

## Население
Население по данным переписи 2002 года составляло 15 жителей.

## Транспорт
Автомобильная дорога «Пиренга — Ковдор» (идентификационный номер 47 ОП РЗ 47К-021)